# Non pensarci
Non pensarci è un film del 2008 diretto da Gianni Zanasi.
La pellicola è uscita nelle sale italiane il 4 aprile 2008.

## Trama
Stefano Nardini è un musicista rock che, giunto ai 36 anni, vive una fase di crisi esistenziale. Non sicuro di come potrà proseguire la sua carriera e la sua vita, decide di far ritorno momentaneamente a Rimini dalla famiglia. Qui, come mai fatto prima, riuscirà a farsi carico dei problemi altrui e ad assumersi quel senso di responsabilità che gli mancava. Lo aiuteranno in ciò e verranno contraccambiati la sorella e il fratello.

## Colonna sonora
Valerio Mastandrea esegue nel film un preludio di Fryderyk Chopin, precisamente Op. 28 N°7, non presente nella colonna sonora originale, che invece attinge alla scena contemporanea.
- AtomiK Dog - Blackp
- Merci Miss Monroe - D
- Hot Gossip - Stab City
- Merci Miss Monroe - A Scratchy Wed'
- Les Fauves - February Lullaby
- Giuliano Taviani - Sofia
- Rialto - London Crawling
- Clap Your Hands Say Yeah - Let the Cool Goddess Rust Away
- Clap Your Hands Say Yeah - Over and Over Again
- Ivan Graziani - Agnese
- Ronin - I'm Just Like you

Presenti nel film anche due brani tratti da La traviata di Giuseppe Verdi: Dell'invito trascorsa è già l'ora e l'aria È strano!... Ah, fors'è lui

## Riconoscimenti
- 2009 - David di Donatello
  - Miglior attore non protagonista a Giuseppe Battiston
  - Nomination Miglior attore protagonista a Valerio Mastandrea
- 2008 - Nastro d'argento
  - Nomination Regista del miglior film a Gianni Zanasi
  - Nomination Migliore sceneggiatura a Gianni Zanasi e Michele Pellegrini
  - Nomination Migliore attore protagonista a Valerio Mastandrea
  - Nomination Migliore attore non protagonista a Giuseppe Battiston
  - Nomination Migliore attrice non protagonista a Anita Caprioli
- 2008 - Ciak d'oro
  - Migliore attore protagonista a Valerio Mastandrea[1]
- 2007 - Mostra cinematografica di Venezia
  - Premio Pasinetti al miglior film a Gianni Zanasi
  - Premio Fedic a Gianni Zanasi
  - Premio Sergio Amidei a Gianni Zanasi

## Serie televisiva
Ispirata al film, è stata realizzata una serie televisiva omonima, con gli stessi interpreti del film, Valerio Mastandrea, Giuseppe Battiston, Anita Caprioli, e con la partecipazione di Luciana Littizzetto. La serie ha debuttato il 18 maggio 2009 alle 23 su Fox (canale 110 di Sky) e in prima visione in chiaro, il 28 giugno 2010 su LA7. La serie è composta da 12 episodi diretti da Gianni Zanasi e Lucio Pellegrini.